# Dorff
Der Ort Dorff im Münsterländchen ist seit 1935 mit fast 600 Einwohnern der kleinste Stadtteil von Stolberg (Rheinland) in der Städteregion Aachen in Nordrhein-Westfalen.

## Geografie
Dorff liegt im Südwesten des Stolberger Stadtgebiets unmittelbar an der Grenze zur Stadt Aachen, etwa 250 Meter über NHN. Benachbarte Ortschaften sind Breinig, Büsbach, Krauthausen und Kornelimünster.

## Geschichte

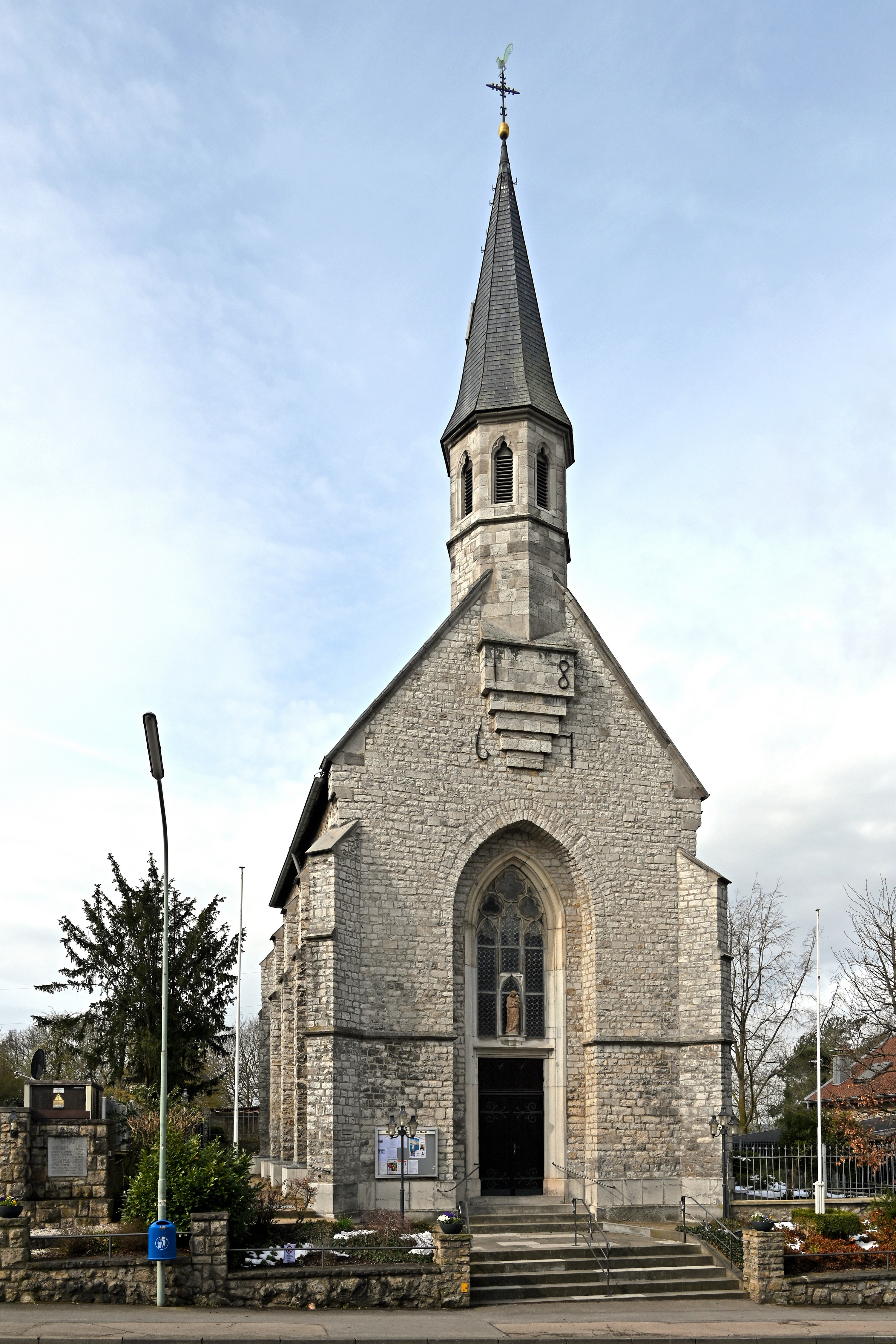
Katholische Pfarrkirche Maria Empfängnis

Dorff wird 1178 erstmals als „Dorp“ urkundlich erwähnt: Theodoricus von Dorp verschenkt 1178 einen Teil seines Grundbesitzes zu Gunsten des Hospitals St. Nikolaus in Kornelimünster. Der Name Dorff lässt sich von der noch älteren Form „torp“ ableiten, was auf eine Gründung durch die Franken zwischen dem 4. und 6. Jahrhundert schließen lässt. Die Bezeichnung „dorpff“ mit zwei f ist urkundlich zum ersten Mal im Jahre 1601 nachgewiesen.
Dorff gehört bis 1793 zur Reichsabtei Kornelimünster, an die es nach einem Register aus dem 15. Jh. mit 65 Florinen (Gulden) vor Büsbach mit 51 Florinen den höchsten Steuersatz des gesamten Münsterländchens zu entrichten hatte.
Als Kern der mittelalterlichen Dorfsiedlung gilt die Wasserburg Schwarzenburg, von der nur noch das Eingangstor erhalten ist. Ihr Erbauer war Reinhard Soldener von Schwartzenbergh, der am 28. Oktober 1404 als Lehnsmann des Abtes von Kornelimünster genannt wird. Das Wappen dieses Geschlechtes ist das Kerbkreuz. Typisch für Dorff sind Häuser aus Blaustein. Im Dreißigjährigen Krieg werden viele Gebäude zerstört.
Im Jahre 1688 wird die Schwarzenburg nach zweitägiger Belagerung durch französische Truppen ausgeraubt und bis auf die Grundmauern niedergebrannt, obwohl die Gressenicher Hunschaft eine Verstärkung von fünfzig Mann schickte. Adrian von Beyland, Herr des Ritterguts, und andere Verteidiger fanden dabei den Tod.
1756 erhält Dorff eine eigene Kapelle und 1867 eine Kirche. Eine Schule bestand von 1881 bis 1968. 1793 ist Dorff Schauplatz eines Gefechtes zwischen französischen und deutschen Truppen. Danach gehört Dorff zusammen mit Krauthausen zur 900 Einwohner zählenden Mairie Büsbach im französischen Kanton Eschweiler. Seit 1815, als Dorff an Preußen fällt, gehört es zum Landkreis Aachen.
1935 werden Dorff und Münsterbusch als Teile der Gemeinde Büsbach nach Stolberg eingemeindet. Im September 1944 besetzen amerikanische Truppen den Ort.

## Religion
Von der alten Kapelle, die der Gottesmutter geweiht war, ist nur die Eingangstüre seitlich am Haus Krauthausener Str. 1 mit einer Inschrift und Jahreszahl aus dem Jahre 1756 erhalten. Nachdem sie zu klein geworden war, entstand 1867 die heutige Kirche St. Mariae Empfängnis. Seit dem 1. April 1904 ist die katholische Gemeinde Dorff ein selbständiges Pfarrrektorat, später wurde sie eine Vikarie. Die vergoldete Turmmonstranz von 1904 wurde 2002 restauriert.
Neben der Pfarrkirche befindet sich die im Jahre 1958 errichtete Marienkapelle.

## Verkehr
Die AVV-Buslinien 15 und 42 der ASEAG verbinden Dorff mit Stolberg-Mitte, Breinig, Aachen, Vicht und Gressenich.
| Linie | Verlauf |
| ----- | --- |
| 15    | Elisenbrunnen – Aachen Bushof – Kaiserplatz – Josefskirche – Bf Rothe Erde – Forst – Brand – Krauthausen – Dorff – Breinig (– Breinigerberg – Vicht – Fleuth – Mausbach – Diepenlinchen)                                                                                                   |
| 42    | (Schevenhütte →) Gressenich Kapelle – Krewinkel – Mausbach – Fleuth – / (Zweifall – Münsterau –) Vicht – Breinigerberg – Breinig – Dorff – Büsbach – Liester – Münsterbusch – Zinkhütter Hof – Stolberg Mühlener Bf – (Velau – Stolberg Hbf) / (Birkengang – Stolberg Hans-Böckler-Straße) |

## Regelmäßige Veranstaltungen

### Kirmes
Bei der Kirmes handelt es sich um eine viertägige jährliche Veranstaltung der Dorffer Schützen zu Ehren ihres Schützenkönigs, bei dem das ganze Dorf feiert. Im Anschluss wird eine Woche später beim sogenannten Vogelschuss der neue Schützenkönig bestimmt.

### Dorffer Sportwoche
Der Ausrichter dieses mehrtägigen Fußballturniers ist der Sportverein DJK Sportfreunde Dorff. Neben einem Senioren- und Jugendturnier findet üblicherweise auch ein Ortsturnier unter Beteiligung anderer (fußballfremder) Gruppen statt.

## Sehenswürdigkeiten (Auswahl)
- Kirche
- Lindenplatz mit Denkmal
- Eingangstor der Burg Schwartzenburg
- Pannes (altes Brauhaus)
- Dorffer Linde: ein sehr alter Baum, gelegen am höchsten Wipfel des Dorfes „Am Hahnenkreuz“, als Naturdenkmal geschützt

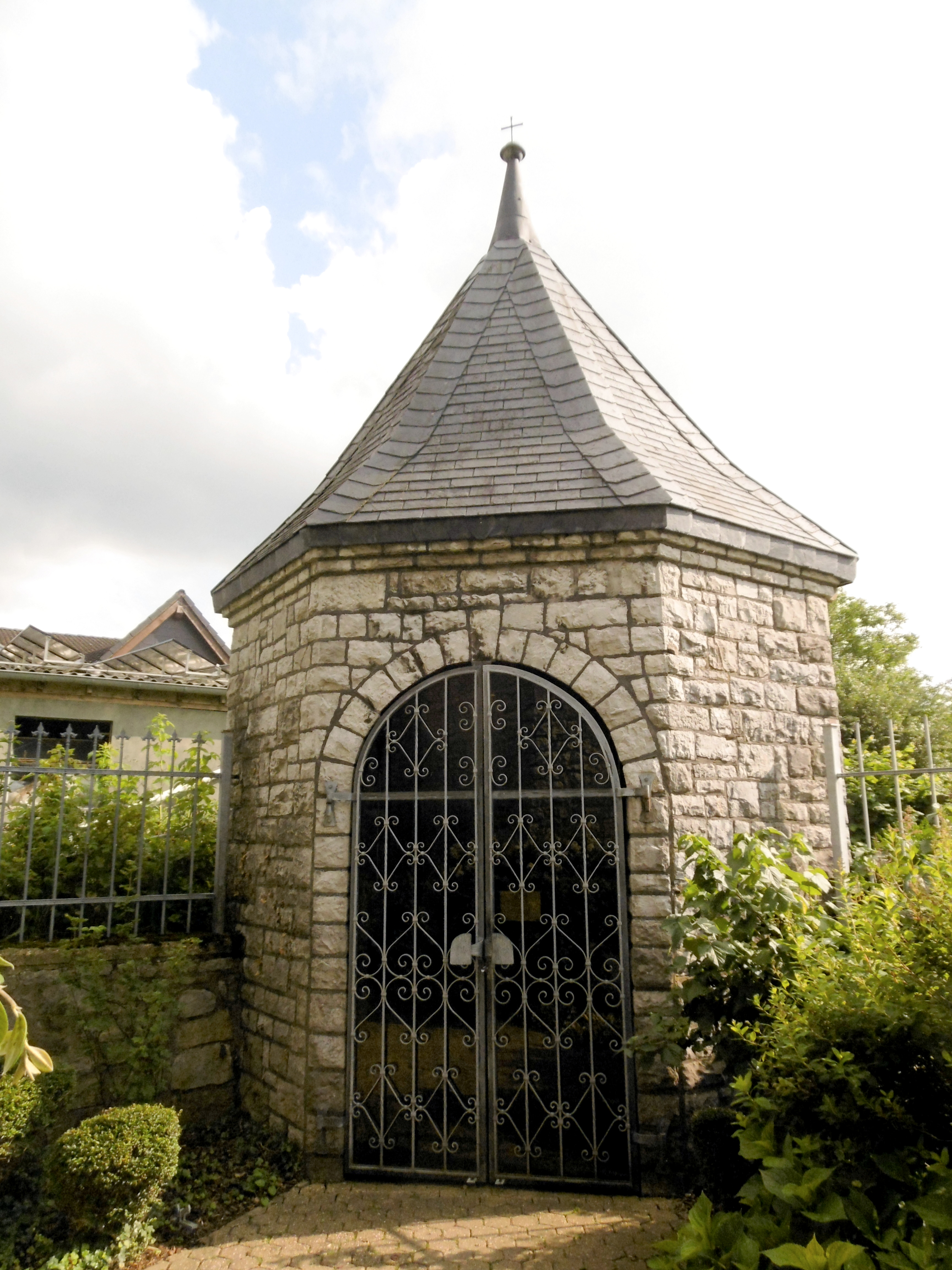
Marienkapelle
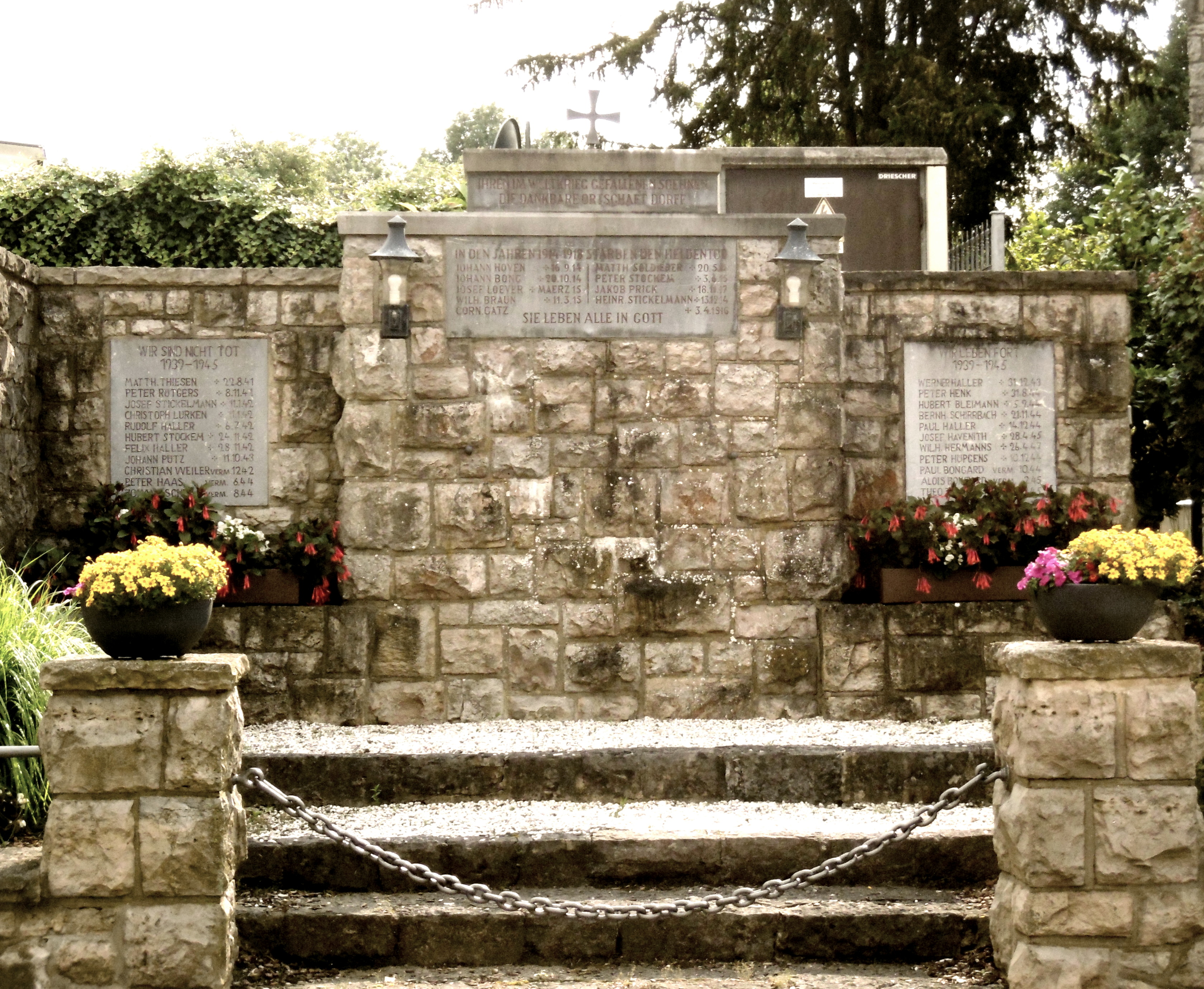
Weltkriegsgedenkstätte
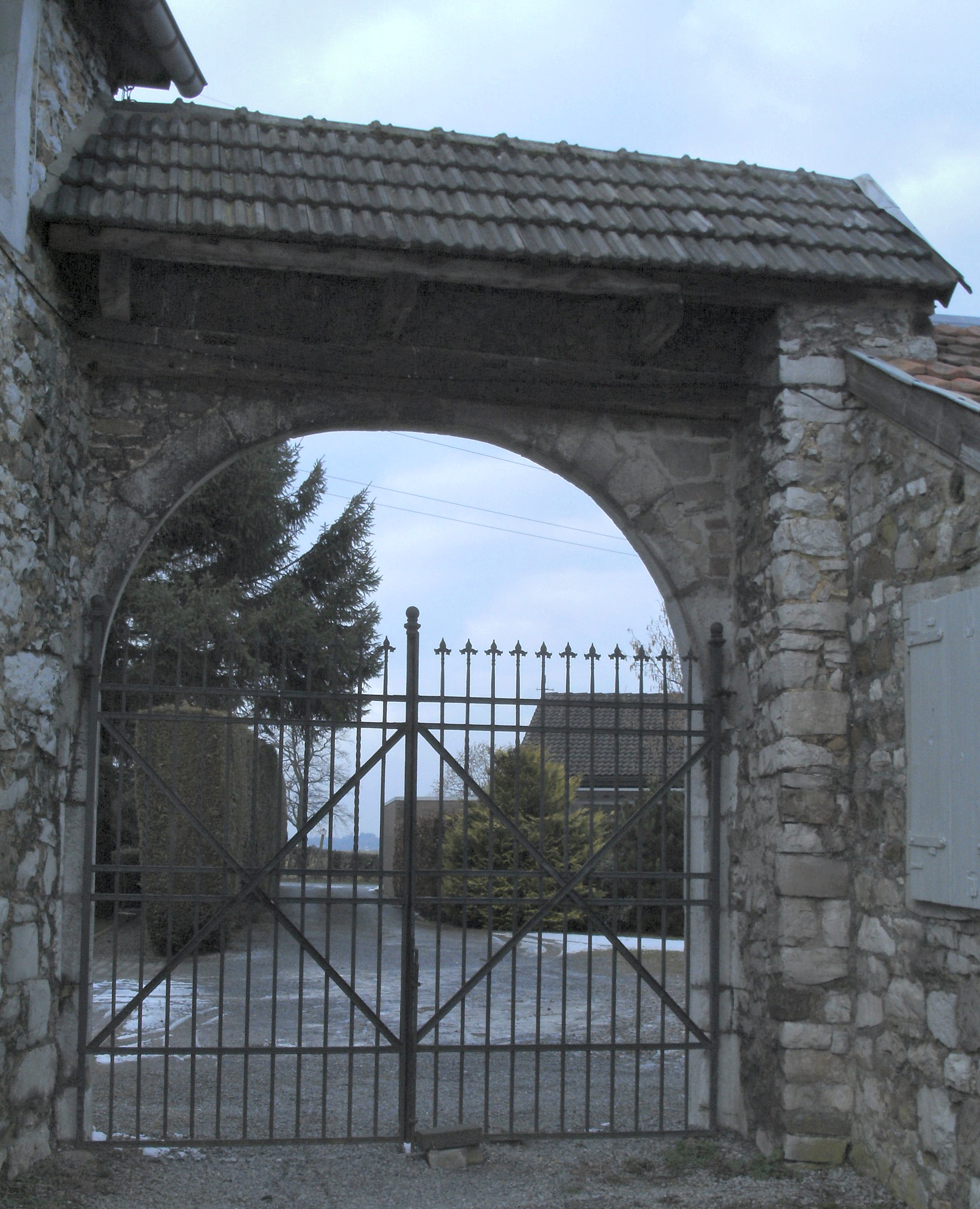
Eingangstor der Burg Schwartzenburg
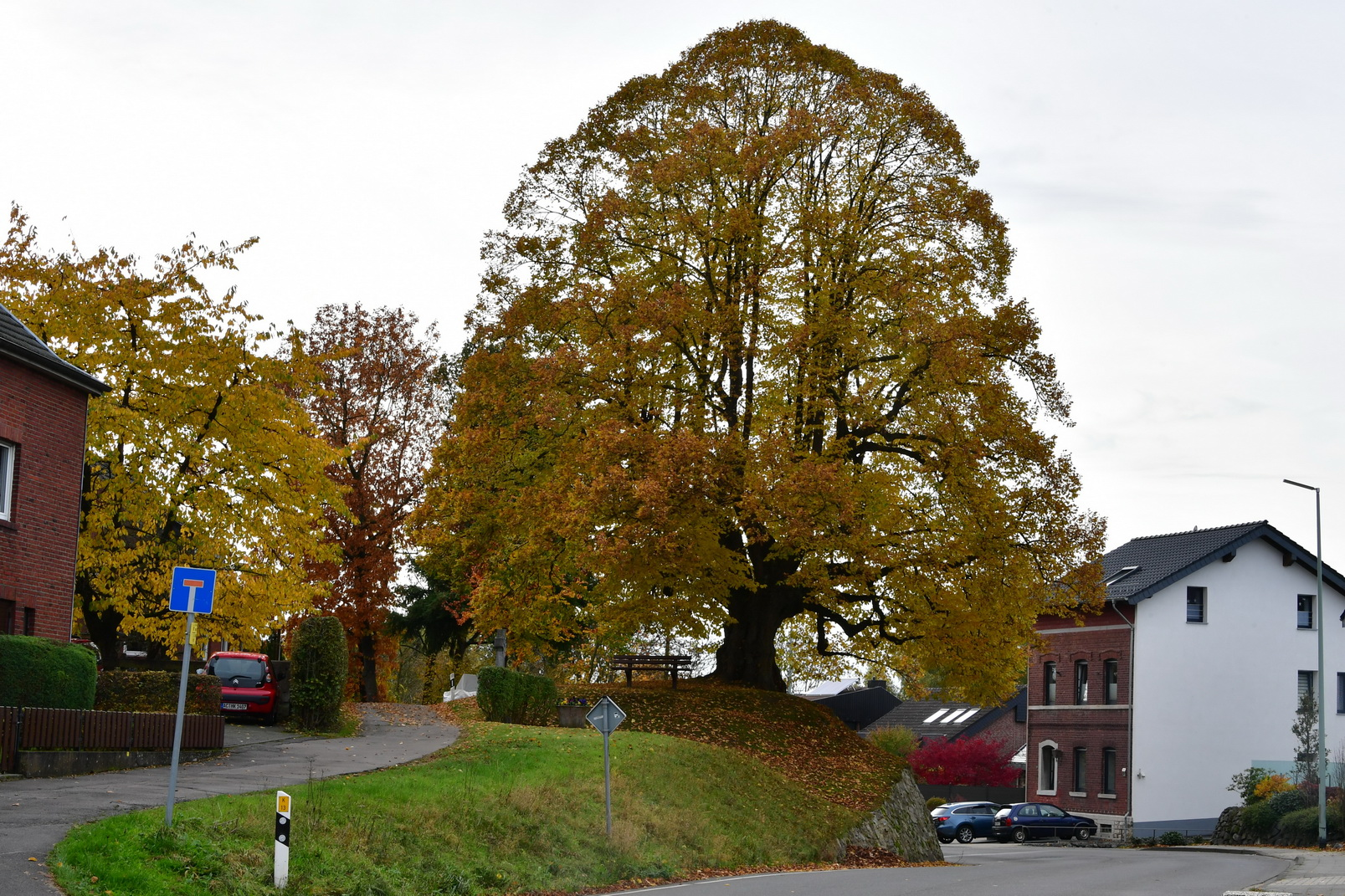
Dorffer Linde